# Liste der denkmalgeschützten Objekte in Gutenstein (Niederösterreich)
Die Liste der denkmalgeschützten Objekte in Gutenstein enthält die 16 denkmalgeschützten unbeweglichen Objekte der Gemeinde Gutenstein im niederösterreichischen Bezirk Wiener Neustadt-Land.

## Denkmäler
| Foto |                 | Denkmal                                                                                           | Standort                                   | Beschreibung | Metadaten |
| ---- | --------------- | ------------------------------------------------------------------------------------------------- | ------------------------------------------ | --- | --- |
| ja   | Datei hochladen | Villa Sommaruga HERIS-ID: 29989 Objekt-ID: 26669                                                  | Klostertal 60 Standort KG: Gutenstein      | Sommersitz der Familie Sommaruga, 1900–1910 erbaut, zweigeschoßiger neobarock-schlossartiger Bau über hufeisenförmig-unregelmäßigem Grundriss, dominantes Mansarddach, in Österreich seltenes Beispiel einer Kombination von neobarocken Motiven und Jugendstil | BDA-Hist.: Q21865795 Status: Bescheid Stand der BDA-Liste: 2025-06-30 Name: Villa Somaruga GstNr.: .485 |
| ja   | Datei hochladen | Serviten/-innen-Kloster HERIS-ID: 29991 Objekt-ID: 26671                                          | Längapiesting 13 Standort KG: Gutenstein   | Ein im stumpfen Winkel im Südosten an die Vorhalle der Wallfahrtskirche Mariahilfberg angebauter, langgestreckter, zweigeschoßiger Bau mit Kordongesims unter Satteldach und einem geschweiften Giebel an der Ostfront. Das Klostergebäude wurde von 1679 bis 1685 von dem Baumeister Peter Baron errichtet und 1724 um vier Fensterachsen erweitert. | BDA-Hist.: Q64692178 Status: § 2a Stand der BDA-Liste: 2025-06-30 Name: Serviten/-innen-Kloster GstNr.: .69 Servitenkloster Mariahilfberg                                                                     |
| ja   | Datei hochladen | Kath. Pfarrkirche hl. Johannes der Täufer HERIS-ID: 29970 Objekt-ID: 26650                        | gegenüber Markt 13 Standort KG: Gutenstein | Barock umgebaute romanische Saalkirche mit spätgotischem Polygonalchor und vorgestelltem neogotischen Westturm, im Norden neogotische Anbauten, südliche Sakristei von 1907, 1220 urkundlich Pfarre, 1679–2000 dem Servitenkloster am Mariahilfberg inkorporiert | BDA-Hist.: Q37929187 Status: § 2a Stand der BDA-Liste: 2025-06-30 Name: Kath. Pfarrkirche hl. Johannes der Täufer GstNr.: .20 Pfarrkirche Gutenstein                                                          |
| ja   | Datei hochladen | Schloss Gutenstein HERIS-ID: 29972 Objekt-ID: 26652                                               | Markt 1 Standort KG: Gutenstein            | Der dreigeschoßige Vierflügelbau um einen Rechteckhof wurde in mehreren Bauphasen umgebaut beziehungsweise erweitert (1670–1683 von Peter Baron für Graf Johann Balthasar II. von Hoyos, wahrscheinlich 1706–1718, 1718–1720, 1816–1819 und 1909–1910 von Julius Deininger). Um 1814/21 wurde der an das Schloss anschließende Garten auf der Südseite von einem französischen Lustgarten (Barockgarten) in einen Landschaftsgarten umgestaltet. | BDA-Hist.: Q37929202 Status: Bescheid Stand der BDA-Liste: 2025-06-30 Name: Schloss Gutenstein GstNr.: .1 Schloss Hoyos (Gutenstein)                                                                          |
| ja   | Datei hochladen | Ferdinand-Raimund-Kapelle, ehem. Ladewig-Kapelle HERIS-ID: 29984 Objekt-ID: 26664                 | bei Markt 115 Standort KG: Gutenstein      | Um 1775 errichtet, spätbarocker übergiebelter Rechteckbau mit Pilastern bzw. Lisenen und Rundbogenportal, Statue Maria Immaculata um 1775 | BDA-Hist.: Q37929269 Status: § 2a Stand der BDA-Liste: 2025-06-30 Name: Ferdinand-Raimund-Kapelle, ehem. Ladewig-Kapelle GstNr.: 455/1 Ferdinand-Raimund-Kapelle Gutenstein, Lower Austria                    |
| ja   | Datei hochladen | Rathaus/Gemeindeamt HERIS-ID: 29976 Objekt-ID: 26656                                              | Markt 15 Standort KG: Gutenstein           | 1872 als Volksschule erbaut, 1904 von H. Brunar zu Gemeindeamt umgebaut, zweigeschoßiger Bau unter Walmdach mit straßenseitig fast eingestelltem überhöhten Turm und späthistoristischer Fassade mit secessionistischen Elementen. | BDA-Hist.: Q37929222 Status: § 2a Stand der BDA-Liste: 2025-06-30 Name: Rathaus/Gemeindeamt GstNr.: .36 Rathaus/Gemeindeamt in Gutenstein, Lower Austria                                                      |
| ja   | Datei hochladen | Badeanlage HERIS-ID: 29981 Objekt-ID: 26661                                                       | Markt 86 Standort KG: Gutenstein           | 1889 nach Entwurf von Julius Deininger erbaut, 1983–1984 und 1995–1998 restauriert und modernisiert, kleiner symmetrisch gestaffelter Bau in neobarocken Formen, dreiachsiger Mittelpavillon mit Walmdach, seitliche Anbauten unter Satteldach | BDA-Hist.: Q37929237 Status: § 2a Stand der BDA-Liste: 2025-06-30 Name: Badeanlage GstNr.: .389 Badeanlage in Gutenstein, Lower Austria                                                                       |
| ja   | Datei hochladen | Villa Trebesiner HERIS-ID: 29982 Objekt-ID: 26662                                                 | Markt 88 Standort KG: Gutenstein           | Die späthistoristische Villa mit Elementen des sogenannten Schweizerhausstils unter reicher Dachlandschaft wurde von 1889 bis 1890 nach Plänen von Julius Deininger für den k.k. Notar Joseph Trebesiner als Wohn- und Kanzleigebäude erbaut. | BDA-Hist.: Q37929253 Status: Bescheid Stand der BDA-Liste: 2025-06-30 Name: Villa Trebesiner GstNr.: .390 Villa Trebesiner Gutenstein, Lower Austria                                                          |
| ja   | Datei hochladen | Gärtnerhaus HERIS-ID: 30004 Objekt-ID: 26696                                                      | Urgersbach 1 Standort KG: Gutenstein       | Ende des 19. Jahrhunderts von Hans Jauernig errichtet, eingeschoßiger durch zweigeschoßige überhöhte Giebelrisalite gegliederter Bau, ehemaliges Gärtnerhaus und Gemeinschaftsküche der Villa Berl | BDA-Hist.: Q37929390 Status: Bescheid Stand der BDA-Liste: 2025-06-30 Name: Gärtnerhaus GstNr.: .239 Gärtnerhaus Gutenstein, Lower Austria                                                                    |
| ja   | Datei hochladen | Villa Berl HERIS-ID: 30006 Objekt-ID: 26699                                                       | Urgersbach 3 Standort KG: Gutenstein       | Schlossartige Großvilla, 1887 nach Plänen von Julius Deininger für den Kohlengrubenbesitzer David Berl (1838–1903) erbaut, späthistoristischer Bau in Neorenaissanceformen und Anklängen des Heimatstils, ein- bis zweigeschoßig über Sockelgeschoß und lebendiger Dachlandschaft (markante Schopfwalmdächer). | BDA-Hist.: Q37929405 Status: Bescheid Stand der BDA-Liste: 2025-06-30 Name: Villa Berl GstNr.: 1728 Villa Berl Gutenstein, Lower Austria                                                                      |
| ja   | Datei hochladen | Meierei Urgersbach HERIS-ID: 30010 Objekt-ID: 26704                                               | Urgersbach 7 Standort KG: Gutenstein       | Der eingeschoßige Bau unter Schopfwalmdach mit holzgerahmten Fenstern und einer Eckloggia entstand 1884. | BDA-Hist.: Q37929456 Status: Bescheid Stand der BDA-Liste: 2025-06-30 Name: Meierei Urgersbach GstNr.: .435 Meierei Urgersbach Gutenstein, Lower Austria                                                      |
| ja   | Datei hochladen | Johannes Nepomuk-Kapelle HERIS-ID: 29969 Objekt-ID: 26649                                         | neben Markt 90 Standort KG: Gutenstein     | 1904 erbaut, neobarocker Giebelbau mit Rundbogenportal und Gittertüre, Inschrift des barocken Vorgängerbaues bezeichnet 1722 (befand sich am Grundstück der Volksschule), Statue erste Hälfte des 18. Jahrhunderts | BDA-Hist.: Q37929173 Status: § 2a Stand der BDA-Liste: 2025-06-30 Name: Johannes Nepomuk-Kapelle GstNr.: .442 Johannes-Nepomuk-Kapelle in Gutenstein, Lower Austria                                           |
| ja   | Datei hochladen | Wallfahrtskirche Hilfreiche Jungfrau Maria auf dem Mariahilfberg HERIS-ID: 29990 Objekt-ID: 26670 | Längapiesting 13 Standort KG: Gutenstein   | Die barocke Saalkirche wurde von 1710 bis 1724 anstelle einer 1708 abgebrannten Vorgängerkirche errichtet. Sie besitzt eine breite ausladende Vorhalle und eine markante Südostfassade mit Fassadenturm (1710 von Paul Ördl). Östlich im stumpfen Winkel schließt das Servitenkloster an. | BDA-Hist.: Q1702862 Status: § 2a Stand der BDA-Liste: 2025-06-30 Name: Wallfahrtskirche Hilfreiche Jungfrau Maria auf dem Mariahilfberg GstNr.: .69 Wallfahrtskirche Mariahilfberg, Gutenstein, Lower Austria |
| ja   | Datei hochladen | Wallfahrtsweg Wurzelweg HERIS-ID: 29997 Objekt-ID: 26689                                          | Standort KG: Gutenstein                    | Sieben (ehemals 13) gleich gestaltete Pfeilerbildstöcke, 1724–1726 entlang des Wurzelweges von Gutenstein auf den Residenzberg errichtet, ehemals meist genutzter Wallfahrtsweg, auf halber Höhe des Weges Pfeilerbildstock mit Sitzstatue Christus in der Rast errichtet und bezeichnet 1667 | BDA-Hist.: Q37929376 Status: § 2a Stand der BDA-Liste: 2025-06-30 Name: Wallfahrtsweg Wurzelweg GstNr.: 2158/4, 2158/3 Wurzelweg Gutenstein, Lower Austria                                                    |
| ja   | Datei hochladen | Berl-Mausoleum HERIS-ID: 30011 Objekt-ID: 26705                                                   | Standort KG: Gutenstein                    | 1903 nach Entwürfen von Ludwig Baumann für David Berl (1838-1907) und seine Frau Marie Berl († 1875) erbaut, Rechteckbau aus Granitquadern, neoromanische und secessionistische Elemente, vorgelagerte Freitreppe | BDA-Hist.: Q37929471 Status: § 2a Stand der BDA-Liste: 2025-06-30 Name: Berl-Mausoleum GstNr.: 1775/7 Berl-Mausoleum in Gutenstein, Lower Austria                                                             |
| ja   | Datei hochladen | Burgruine Gutenstein HERIS-ID: 29975 Objekt-ID: 26655                                             | Markt 48a, südlich Standort KG: Gutenstein | Die im Kern spätromanische Burg wurde 1220 erstmals urkundlich erwähnt. Die vorerst kleine Höhenburg wurde um 1240 nach Osten erweitert. 1330 starb hier Herzog Friedrich der Schöne. – Nach starker Beschädigung wurde die Burg um 1600 bis etwa 1630 großzügig wieder auf- und umgebaut. Ab dem 19. Jahrhundert verfiel die Anlage. Die Burg steht seit 1595 im Eigentum der Familie Hoyos. Der immer noch mit einem Dach versehene Bergfried teilt die Anlage in eine westliche Hochburg ohne Innenhof und die östliche Vorburg, der südlich ein tiefer gelegener Torzwinger vorgelagert ist. | BDA-Hist.: Q14906508 Status: Bescheid Stand der BDA-Liste: 2025-06-30 Name: Burgruine Gutenstein GstNr.: .67 Burgruine Gutenstein                                                                             |